# 呂宋助左衛門

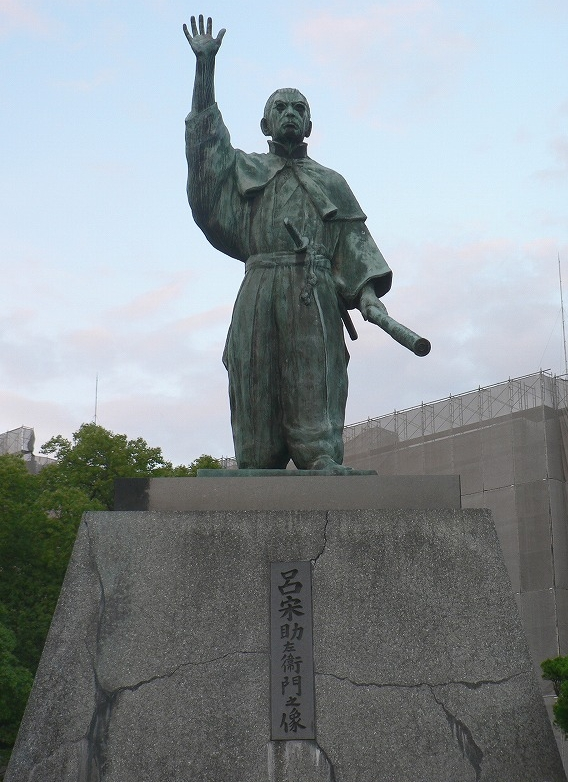
堺市民会館前にある銅像（1980年10月建立）現在は堺旧港プロムナードに所在

呂宋 助左衛門（るそん すけざえもん、永禄8年（1565年）? - 没年不詳）は、戦国時代の和泉国堺の伝説的貿易商人。本名は、納屋助左衛門（なや すけざえもん）。別名で菜屋助左衛門（なや すけざえもん）や魚屋助左衛門（ちや すけざえもん）ともいう。堺の貿易商・納屋才助の子。

## 概要
『太閤記』などによれば、安土桃山時代にルソンに渡海し、貿易商を営むことで巨万の富を得た。文禄3年（1594年）7月20日、織田信長の後を継いで天下人となった豊臣秀吉に対して蝋燭、麝香、真壺、ルソン壺（呂宋壺）、唐傘、香料など珍品を献上し、秀吉の保護を得て日本屈指の豪商として活躍した。
慶長3年（1598年）、あまりに華美な生活を好んだため、石田三成ら文治派の讒言によって、秀吉から身分をわきまえずに贅を尽くしすぎるとして邸宅没収の処分を受けることになるが、事前に察知してその壮麗な邸宅や財産を菩提寺の大安寺に寄進して日本人町のあるルソンへ脱出した。一説には献上したルソン壺が宝物ではなく一般に売られていた物（現地人の便器）だと発覚したことから秀吉の怒りを買ったともいう。
慶長12年（1607年）、スペインがカンボジアに介入した後にルソンからカンボジアに渡海し、そこでカンボジア国王の信任を得て、再び豪商となったとされる。

## 備考
- 大阪府堺市の堺旧港に銅像がある[2]。また、同市の大安寺に助左衛門の墓といわれているものがある。

## 関連作品
- 大盗賊（1963年、東宝） - 呂宋助左衛門を主人公とする冒険活劇映画。助左衛門役は三船敏郎。
- 黄金の日日 - 呂宋助左衛門を主人公とするNHK大河ドラマ（1978年）。演：六代目市川染五郎（現：二代目松本白鸚）。
  - 2016年の大河ドラマ『真田丸』で、38年ぶりに同役で出演（九代目松本幸四郎名義）。
- 太閤立志伝V - コンピュータゲーム。ゲーム開始時の主人公の1人が納屋助左衛門。